# Чиж, Владимир Фёдорович
Влади́мир Фёдорович Чиж (9 [21] июня 1855, Смоленская губерния — 4 декабря 1922 (1924 ?), Киев) — русский психиатр, доктор медицины, профессор, писатель.

## Биография
Родился 9 (21) июня 1855 года. Происходил из дворян Смоленской губернии.
Учился в полоцком кадетском корпусе. В 1878 году окончил Петербургскую Медико-хирургической академию со званием лекаря с отличием и поступил на службу во флот. До сентября 1880 года работал ординатором в психиатрическом отделении Кронштадтского госпиталя. После публикации его первой работы В. Ф. Чиж был переведён работать в Петербургскую психиатрическую клинику у известного русского психиатра и невропатолога И. П. Мержеевского.
Защитив диссертацию «О патолого-анатомических изменениях спинного мозга в прогрессивном параличе помешанных» и получив 23 мая 1883 года степень доктора медицины, продолжил повышение своей квалификации, стажируясь с 1884 года в заграничной поездке у известных специалистов психиатрии. Был учеником знаменитого немецкого невропатолога и психиатра Пауля Флексига, у которого стажировался по анатомии нервной системы, в результате чего им была написана книга «Научная психология в Германии», изданная в 1886 году. В Лейпциге изучал экспериментальную психологию у психолога В. Вундта, кроме того, изучал гипноз у Жозефа Дельбёфа в Льеже, работал у знаменитого невролога Ж. М. Шарко.
По конкурсу 12 ноября 1885 года занял должность главного врача городской больницы Святого Пантелеймона при Воскресенской церкви в Санкт-Петербурге. Одновременно с работой в больнице, с 3 февраля 1888 года состоял приват-доцентом кафедры уголовного права и судопроизводства	юридического факультета в Санкт-Петербургском университете, с 1890 года преподавал курс судебной психопатологии на историческом факультете. 
В 1891 года переехал в Дерпт, где до 1915 года занимал кафедру душевных и нервных болезней Дерптского (Юрьевского) университета, с 1894 по 1904 год читал для студентов всех факультетов курс физиологической психологии. Среди его пациентов в это время был известный латвийский писатель Янис Порук, среди учеников — Макс Шенфельдт. В 1904 году избирался деканом медицинского факультета Юрьевского университета. В 1910 году, после бурных событий в Московском университете и ухода оттуда многих известных профессоров, ему предлагалась там кафедра, но это предложение не было принято.
Был известен как опытный клиницист, хороший преподаватель и талантливый писатель по вопросам психопатологии, особенно, применительно к литературе, знаток истории и литературы. Среди его работ проведенный психиатрический анализ биографий и литературного наследия Ф. Ницше, Ф. М. Достоевского, А. С. Пушкина, Н. В. Гоголя, И. С. Тургенева и др.
Его монографии о Достоевском как психопатологе и о болезни Гоголя не утратили своего значения и сегодня.
Написал ряд произведений из жизни политических и литературных деятелей, в поведении которых многое объяснял патологическими свойствами их личности. В. Ф. Чиж первым из психиатров дал психологические портреты отличавшегося необузданным характером императора Павла I, деспотичного А. А. Аракчеева, фанатичного архимандрита Фотия.
В. Чиж является автором учебника по психиатрии и курса лекций по судебной психопатологии. Был участником многих международных медицинских конгрессов.
После начала Первой мировой войны покинул Юрьев. В 1915 году была опубликована последняя работа В. Чижа — «Психология деревенской частушки». В плане лекций на первый семестр 1916 года сообщалось, что В. Ф. Чиж «находится на театре военных действий». На самом деле он стал уполномоченным Российского Красного Креста в Киеве, где занимался организацией общественной помощи душевнобольным из числа воинов русской армии. 
По неподтвержденным данным, В. Ф. Чиж умер в Киеве в 1922 году; в известном энциклопедическом словаре Гранат сообщается, что год смерти В. Ф. Чижа — 1924-й.

## Избранные работы
- О патологоанатомических изменениях спинного мозга в прогрессивном параличе помешанных (1883)
- Достоевский как психопатолог. Русский Вестник 170 и 171 (1884)
- Достоевский как психопатолог: очерк. М. Катков, 1885
- Ueber die künstliche Bildung von Farbstoff im Nervengewebe. Virchows Archiv 97, 1, ss. 173—176 (1884) doi:10.1007/BF02563921
- Ueber die Zeitdauer der einfachen psychischen Vorgänge bei Geisteskranken. Vorläufige Mittheilung. Neurologisches Centralblatt 4, ss. 217—219 (1885)
- Научная психология в Германий (1886)
- Лекции судебной психопатологии (1890)
- Криминальная антропология (1892)
- Гипноз и внушение (1893)
- Преступный человек перед судом врачебной науки (1894)
- Наслаждение и страдание (1894)
- Биологическое обоснование пессимизма (1895)
- Криминальная антропология (1895)
- La loi fondamentale de la vie. Jourieff (Dorpat) : C. Mattiesen , 1895
- Психология любви (1897)
- Кататония. Казань. (1897)
- Психология женщины (1898)
- Warum sind Raum- und Zeitanschauungen beständig und unentbehrlich?. Leipzig: Johann Ambrosius Barth, 1898
- L’affaiblissement psycho-physique de la personalité, une des principales causes du crime : communication / de M. le Dr. Wladimir Tschisch; traduit du russe par M. le Prof. Jitta. [S.l.] : [s.n.], [189-?]
- Тургенев как психопатолог (1899)
- Болезнь Н. В. Гоголя (1904)
- Психология властелина (император Павел I) (1905—1907)
- Психология злодея (А. А. Аракчеев) (1905—1907)
- Психология фанатика (монах Фотий Спасский) (1905—1907).
- Учебник психиатрии (1911)